# Pilar (Paragwaj)
Pilar – miasto w Paragwaju (departament Ñeembucú). Według danych szacunkowych na rok 2009 liczy 29 462 mieszkańców. W mieście znajduje się Port lotniczy Carlos Miguel Jimenez.